# とるぱ

とるぱの標識

とるぱは、国土交通省道路局が2004年度（平成16年度）より取り組んでいる施策である。
撮影スポットと駐車場が整備されている所を「とるぱ」として指定している。なお、「とるぱ」とは、「撮る」「パーキング」の略称である。

## 概要

### 「とるぱ」の条件
- 撮影スポットは、優れた景観があり安全に写真撮影を楽しめるところ
- 安全・快適に駐車でき、駐車場から撮影スポットまで安全に到達できるところ

### 「とるぱ」指定の流れ
1. 一般から候補のスポットを募集する
2. 道路管理者等（行政職員や道守会員）が駐車場や撮影スポット周辺の安全性等を現地確認
3. 適していると判断された場合、「とるぱ」スポットとして認定
4. 「とるぱ」情報の提供（インターネットや携帯端末で）、現地の案内標識や案内板などの整備を行う

## 各地方のとるぱ
全国
- とるぱ総合サイト

道路局　地方道・環境課　道路交通安全対策室
北海道
- シーニックバイウェイ北海道とるぱ

北海道開発局　建設部　道路計画課
東北
- 東北とるぱ

東北地方整備局　道路部　道路計画第二課
関東
- 関東とるぱ

関東地方整備局　道路部　道路計画第二課
北陸
- よりみちとるぱ

北陸地方整備局　道路部　道路計画課
中部
- 中部とるぱ

中部地方整備局　道路部　計画調整課
近畿
- 近畿とるぱ

近畿地方整備局　道路部　道路計画第一課
中国
- 中国とるぱ

中国地方整備局　道路部　道路計画課
四国
- 四国とるぱ

四国地方整備局　道路部　道路管理課
九州
- 九州とるぱ

九州地方整備局　道路部　道路計画第二課
沖縄
- 沖縄とるぱ

沖縄総合事務局　開発建設部　道路建設課